# Hada Chappy
Mahō Tsukai Chappy (魔法使いチャッピー?) (conocida en Hispanoamérica como  El Hada Chappy) es una serie anime que se estrenó en TV Asahi (entonces conocida como NET o Nihon Televisión Educativa) en 1972. Es el quinto anime de chica mágica en la historia (sexto si se cuenta Maravillosa Melmo de Osamu Tezuka), y el quinto producido por el estudio de animación Toei. Aunque tenía popularidad, no llegó a alcanzar la de anteriores series de chicas mágicas de Toei y es relativamente más seria comparada con sus predecesoras.
A raíz de su buena acogida en Japón, Chappy fue traducida a italiano, francés y español siendo emitida durante las décadas de los años 70 y los 80 en varios países de Latinoamérica como México, Perú, Chile, Panamá y Guatemala con cierto éxito; el doblaje en español se realizó en México. En  la década de 1990 fue transmitida en Italia. El doblaje francés nunca se emitió posiblemente debido a la tibia recepción de series anteriores de chicas mágicas (como Mako la sirena enamorada y Maggie la brujita) en la televisión de Francia. Una adaptación de la historia en manga estuvo dibujado por Hideo Azuma, quién más tarde sería famoso por sus mangas adaptados de las series animadas Little Pollon y Nanako SOS.
Chappy, junto con otras chicas mágicas de Toei como Akko-chan, Sally, Cutie Miel, Maggie la brujita, Lunlun, y Lalabel, es un personaje disponible en el juego Majokko Daisakusen: Little Witching Mischiefs de 1999 para la consola Sony PlayStation.
En Japón la serie fue liberada en un set box DVD en diciembre de 2005.

## Historia
La historia de Chappy es similar a la de Sally de Sally la Brujita.  Chappy, una bruja preadolescente, sintiéndose hastiada de las viejas costumbres y tradiciones de su pueblo, aprovecha una fiesta para tomar una escoba mágica y huir de la Tierra de la Magia para ir al mundo humano. Pronto su familia al ver lo que tiene en el otro reino decide unírsele en el nuevo hogar. Chappy es la primera bruja de anime en utilizar una varita mágica (que le fue entregada por su abuelo). El canto especial es "Abura Mahariku Maharita Kabura". Los amigos humanos cercanos de Chappy son Michiko y Shizuko, similar a Yotchan y Sumire de su predecesora Sally.
En concordancia con las preocupaciones ecológicas de inicios de la década de los años 1970, la serie presentó uno episodio digno de mención, escrito por Shukei Nagasaka, el cual trató asuntos como la contaminación ambiental y el uso de recursos naturales. En esa línea, otro episodio hace referencia al maltrato a los delfines. La serie también es notable por presentar varias referencias a Disney, incluyendo una a la película de 1959 La Bella Durmiente en un episodio. El personaje del oso panda, Don-chan, es en alusión a la "panda manía" que se vivía en 1972 en Japón reflejada también en la película animada Panda Kopanda del mismo año.

## Personajes
- Chappy: Una brujita quién aburrida del Mundo Mágico decidió escapar a la Tierra. Utiliza magia con la varita de su abuelo.
- Jun: Hermano menor de Chappy, es capaz de transformarse en diferentes animales. Siempre quiere pasear en el coche mágico de Don-chan.
- Don-chan: Un oso panda parlante quién conduce un coche mágico.
- Papá y Mamá: Los padres de Chappy y Jun. Ellos también deciden vivir en el mundo humano.
- Abuelito: El abuelo paterno de Chappy y Jun. Él está constantemente gritando a su hijo. Se preocupa profundamente por Chappy.
- Obaba: La bruja más vieja. Es una especie de tutor de la familia de Chappy aunque no tiene ninguna relación de sangre con ellos.
- Michiko: La primera amiga de Chappy en la Tierra, una chica de carácter fuerte por lo que mantiene en raya a sus dos hermanos pequeños. Su padre es dueño de un negocio de limpieza en seco.
- Ipei y Nihei: Los dos hermanitos de Michiko. Ambos son traviesos y fabricantes de problemas siendo cercanos con Jun.
- Shizuko: Una chica muy femenina y delicada. Amiga de Chappy y de sus amigos.

## Lista de episodios (obra original)
| Episodio | Título                                         |
| -------- | ---------------------------------------------- |
| 1        | La llegada de la familia mágica                |
| 2        | Mi amigo es un monstruo                        |
| 3        | ¿Qué es, Papá?                                 |
| 4        | Comparando la naturaleza del hombre            |
| 5        | La hermana de Don-chan                         |
| 6        | Mamá en préstamo                               |
| 7        | 500 metros a la gloria                         |
| 8        | No se puede regresar al Mundo Mágico           |
| 9        | La varita apuntada                             |
| 10       | Phantom D51                                    |
| 11       | Tres deseos                                    |
| 12       | Comparar los deseos de la abuelita             |
| 13       | Diario de Papá                                 |
| 14       | Alboroto de fantasmas en el albergue           |
| 15       | Mi principal favorita para el día              |
| 16       | Chica de la colina mágica                      |
| 17       | Gracias, Papá                                  |
| 18       | Aventura en la isla aislada                    |
| 19       | Baby-napper                                    |
| 20       | Hola, Fénix                                    |
| 21       | Homerun líder                                  |
| 22       | Un cielo para los delfines                     |
| 23       | El Festival                                    |
| 24       | El demonio que se ahuyenta                     |
| 25       | Arcoíris de Don-chan                           |
| 26       | La bicicleta que vuela en el cielo             |
| 27       | Don-chan Inundación                            |
| 28       | ¡Independencia! Parque de residuos             |
| 29       | Príncipe de los animales                       |
| 30       | ¡Por favor espere, Otamgetter!                 |
| 31       | La abuelita distinguida                        |
| 32       | Anhelo de Kyoto                                |
| 33       | Pueblo de manzana, confrontación de la manzana |
| 34       | Salida para la lucha de espada                 |
| 35       | El dinero y la amistad                         |
| 36       | ¡Saltar! La revolución ultra                   |
| 37       | Adiós, Yukinko                                 |
| 38       | Pensando en la Navidad                         |
| 39       | ¿Adónde vas, Chappy?                           |

## Música
| Título japonés      | Título español      | Cantante      | Descripción             |
| ------------------- | ------------------- | ------------- | ----------------------- |
| Mahôu Tsukai Chappy | Hada Chappy         | Shingazu Suri | Tema de inicio          |
| Don-chan no Uta     | Canción de Don-chan | Kousei Tomita | Tema de cierre          |
| Mahou no Warutsu    | Vals mágico         | Kumiko Onoki  | Tema del episodio final |